# Scharfrichterhaus (Stralsund)

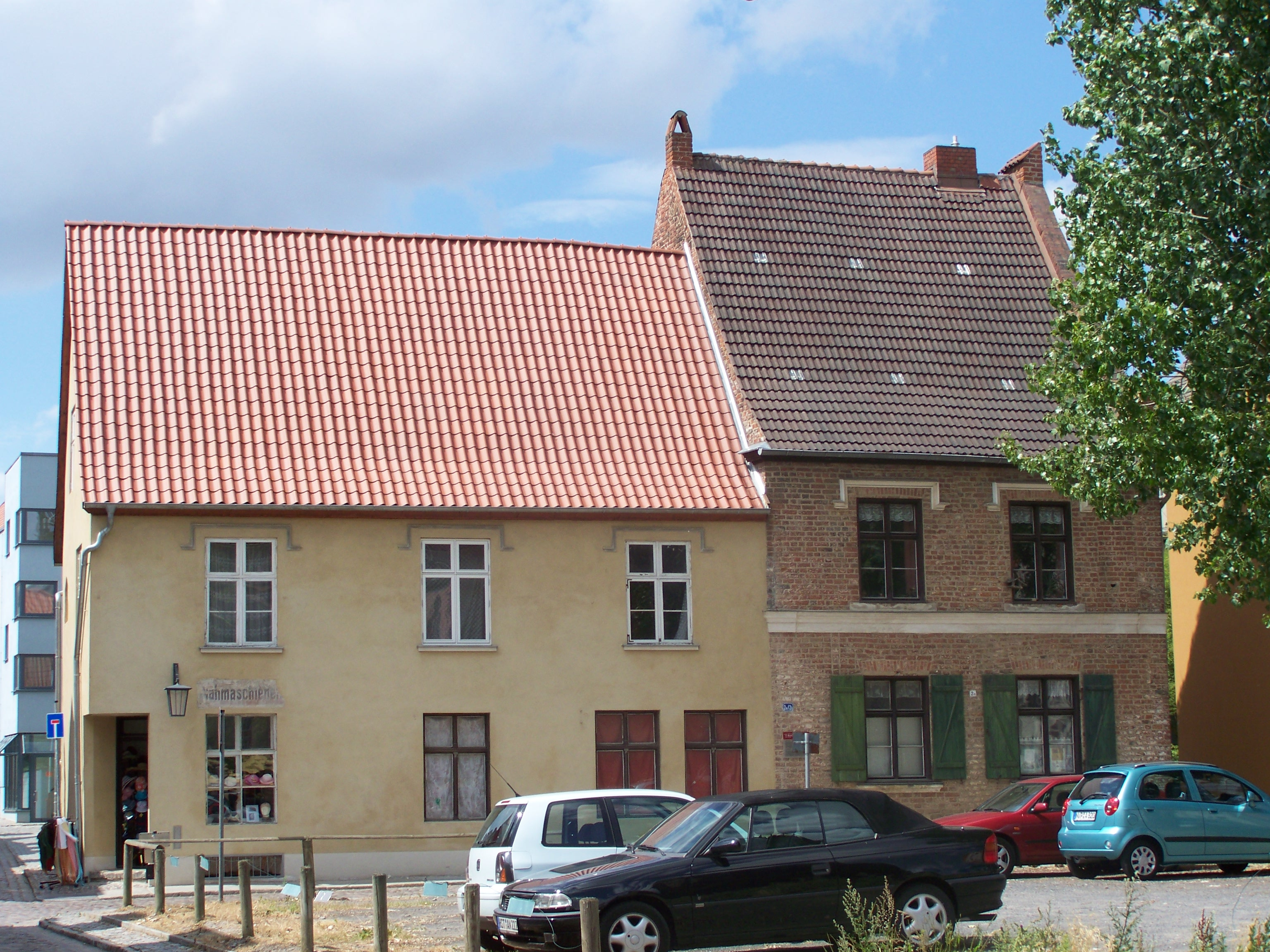
Scharfrichterhaus in Stralsund (2008)

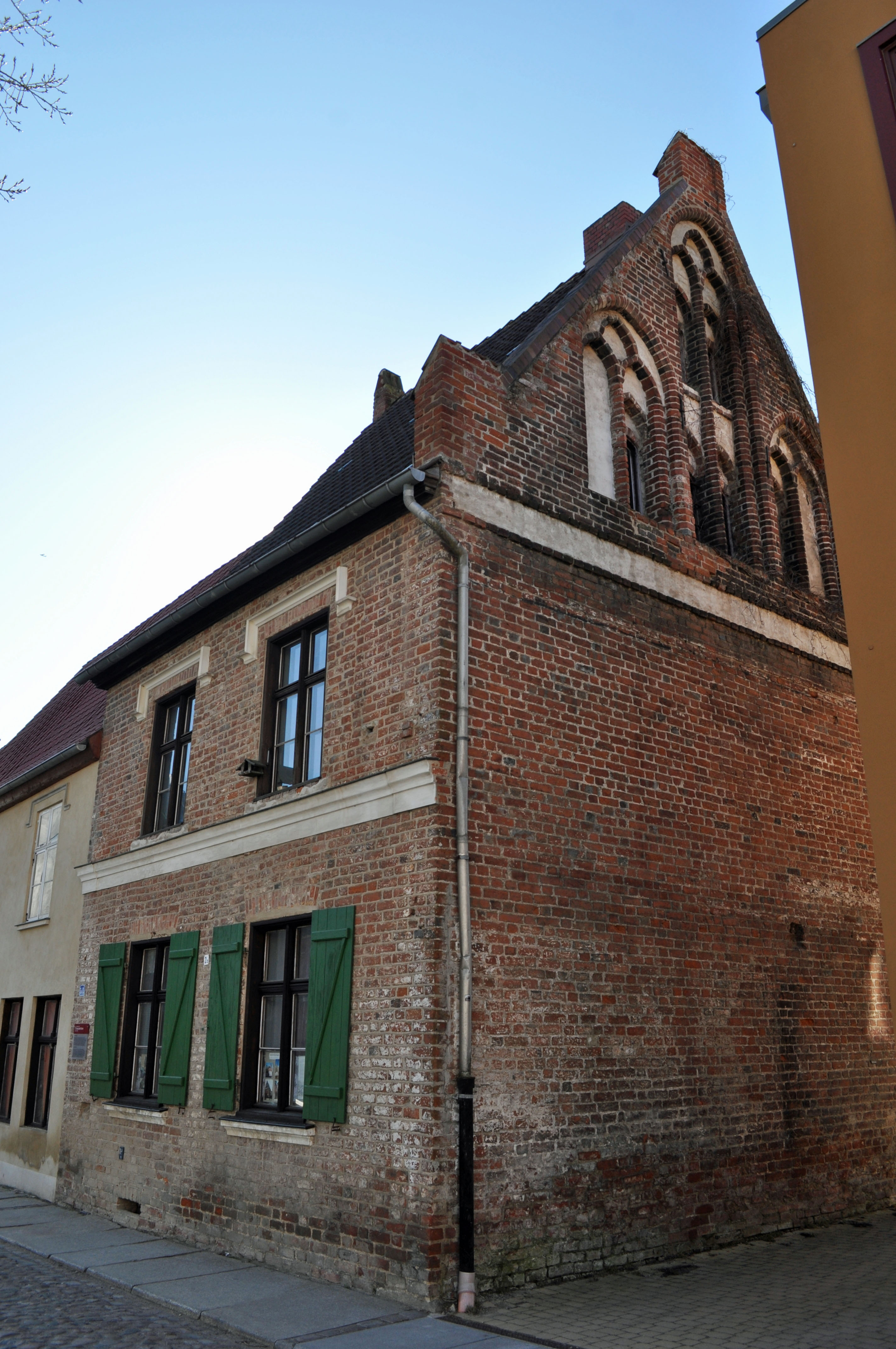
Turmhaus am Scharfrichterhaus (2012)

Der Gebäudekomplex mit den postalischen Adressen Filterstraße 2 a und Filterstraße 2 b ist ein denkmalgeschütztes Bauwerk in der Filterstraße im Stadtgebiet Altstadt der Stadt Stralsund, an der Ecke zur Papenstraße. Es stammt aus dem 13. Jahrhundert und wird nach seinem typischen Bewohner und Nutzer, einem mittelalterlichen Henker, Scharfrichterhaus genannt.

## Lage
Das Scharfrichterhaus in der Filterstraße gehört zum Kerngebiet des im Jahr 2002 zum UNESCO-Welterbe erklärten Kulturgutes Historische Altstädte Stralsund und Wismar. In die Liste der Baudenkmale in Stralsund ist es mit der Nr. 191 und 192 eingetragen.

## Beschreibung
Der zweigeschossige Gebäudeteil Nr. 2 b an der Ecke zur Papenstraße wurde im Jahr 1289 erstmals urkundlich erwähnt. Das Haus war Wohn- und Arbeitsstätte des Scharfrichters.
Der dreigeschossige Gebäudeteil Nr. 2 a, auch Turmhaus genannt, wurde im Jahr 1412 an das Wohnhaus angebaut und war nur über dieses begehbar.
Die beiden Gebäudeteile wurden mehrmals umgebaut, dabei blieb aber die mittelalterliche Baustruktur erhalten. Erhalten sind die Gewölbekeller, die wahrscheinlich als Gefängnis dienten. Ebenso ist der mit Blenden gegliederte Schaugiebel an der nördlichen Schmalseite des Turmhauses erhalten.

## Geschichte
Das Scharfrichterhaus diente dem Scharfrichter der Stadt Stralsund als Wohnhaus, erstmals wurde es 1842 erwähnt. Bis 1982 war es noch bewohnt. Es wird seit 1990 abschnittsweise saniert. Eine komplette bauhistorische Untersuchung hat bisher (Stand 2015) noch nicht stattgefunden, weshalb die nachfolgende Beschreibung teilweise lückenhaft ist.
Drei Bauphasen werden angenommen: Um 1310 entstand eine Brandwand, die sich zwischen beiden Gebäudeteilen befindet. Nach lübischem Baurecht musste eine solche Brandmauer bei Neubauten zwischen den Häusern von beiden Nachbarn gemeinsam errichtet werden. Die Jahresangabe basiert auf dem Vorkommen ähnlichen Steinmaterials in der Stadtwaage am Stralsunder Rathaus, die 1321 fertiggestellt wurde.
Wie die ersten dort errichteten Häuser aussahen, ist nicht überliefert. Im Jahr 1288 wurde das bodelye genannte Wohnhaus des Scharfrichters (auch Fronerei genannt) in den Stralsunder Stadtbüchern erwähnt. 1307 wurde dort auch der Standort genannt: Die arta platea apud domum preconis (dt.: Wohnung von einem Herold in einer schmalen Straße). Dies war lange Zeit der Name der heutigen Papenstraße zwischen Filterstraße und Ossenreyerstraße.
In den Jahren 1465, 1560 und 1680 wurde die Fronerei nach Brandzerstörungen jeweils neu errichtet. Beim Neubau des Eckhauses 1680 wurde die Mauer zum großen Teil abgebrochen, allerdings hat sich am Turmhaus ein Abdruck der gesamten Mauer eingeprägt.
Das angrenzende Haus wurde erstmals 1412 beschrieben, als die Stadt hier ein Gefängnis errichten ließ.
1841 starb der letzte Stralsunder Scharfrichter. 1848 wurde die hier noch betriebene Abdeckerei auf Wunsch der Anwohner verlegt. Das Haus wurde von Schlachtermeister Lau erworben und zu Wohnzwecken umgebaut. Weitere Besitzer nahmen diverse bauliche Veränderungen, wie den Einbau von Türen, vor.
Im Jahr 1984 erwarb der Privatmann Günter Stange das vom Verfall und Abriss bedrohte Haus Nr. 2 a für 2.500 DDR-Mark, der mit der Sanierung begann. Bei den Restaurierungsarbeiten wurde zwischen 1986 und 1990 auch der Schaugiebel wiederhergestellt.

## Beschreibung
In den drei Geschossen hatte das Steinhaus jeweils eine Außenwandstärke von einem Meter und besaß nur wenige Fenster; diese dienten mehr der Belüftung als der Aussicht. Die Räume waren unterschiedlich ausgestattet und dienten offenbar der jeweils standesgemäßen Verwahrung der Inhaftierten.
Der Dachboden wurde wahrscheinlich als Getreidespeicher genutzt, da er ursprünglich nur vom Wohnhaus betretbar war. Auch die Fenster sind nicht mit einer verstärkten Vergitterung gesichert.
Das Scharfrichterhaus selbst diente hauptsächlich der Verwahrung und Alimentierung der Inhaftierten sowie deren Folterung.
Bei den verhängten Strafen handelte es sich um Ehrenstrafen (z. B. Pranger), Leibesstrafen (z. B. Geißeln bzw. Auspeitschen, lat. fustigatio) und Lebensstrafen (gemeint ist die Todesstrafe), etwa durch Enthauptung, Rädern oder Hängen. Orte dieser Gerichtsbarkeit waren der Alte Markt, der Neue Markt (z. B. beim Papenbrand thom Sunde), der Galgenberg, Koeppenberg oder auch Garbodenhagen.

## Die Stralsunder Scharfrichter bzw. Fronen
In den Stadtbüchern wurde erstmals 1278 der noster prateo genannte Scharfrichter beziehungsweise Fron erwähnt. In chronologischer Reihenfolge folgten dann namentlich:
| - 1278 Requins - 1296 Kruse - 1349 Bunke - 1410 Johannes Boye - 1445 Wolter Stoyfe - 1476 Albrecht - 1516 Matthias - 1527 Martin Tune - 1558 Peter | - 1579 Jürgen Wegener - 1597 Bastian Bußbohm - 1607 Hans Gördelke - 1613 Carsten Rentzhusen - 1630 Hans Fürchteler - 16?? Kosten - 16?? Hans Küfler - 1635 Andreas Hermann (auch Harmes genannt) | - 1644 Jürgen Friedrich - 1661 Christian Schulze - 1668 Hans Friedrich - 1682 Christoph Fieritz - 1707 Albert Friedrich - 1719 Elias Witte - 1739 Christian Reuter - 1779 Johann Christoph Wittig - 1797 Christian Hermann Wentzel |